# Haris Brkic
Haris Brkic, född 17 september 1999, är en svensk fotbollsspelare som spelar för IK Brage i Superettan.

## Karriär
Brkic började spela fotboll i Trelleborgs FF som femåring. I juli 2018 flyttades han upp i A-laget och skrev på ett 1,5-årskontrakt. Den 11 november 2018 gjorde Brkic allsvensk debut i en 3–0-förlust mot IF Brommapojkarna, där han blev inbytt i den 70:e minuten mot Oscar Johansson. I december 2019 förlängde Brkic sitt kontrakt med tre år. I februari 2023 förlängde Brkic ånyo sitt kontrakt med klubben, denna gång till och med 2024.
I februari 2024 värvades Brkic av norska Sandnes Ulf, där han skrev på ett tvåårskontrakt. I januari 2025 blev Brkic klar för Superettan-klubben IK Brage.